# Metoponrhis marginata
Metoponrhis marginata là một loài bướm đêm trong họ Noctuidae.